# Я
Я (onderkast я) is een letter van het cyrillische alfabet en wordt onder andere gebruikt in het Russisch, Wit-Russisch, Oekraïens en Bulgaars. De letter wordt uitgesproken als /ja/. 
"Я" (als letter alleen) betekent in het Russisch ik.

## Weergave

### Unicode
De Я en я zijn in 1993 toegevoegd aan de Unicode 1.0 karakterset.
In Unicode vindt men Я onder het codepunt U+042F (hex) en я onder U+044F.

### HTML
In HTML kan men voor Я de code &YAcy; gebruiken, en voor я &yacy;.